# 似地行星
似地行星（英語：Earth analog）又被稱為第二地球（second Earth），是指環境條件與地球相似的太陽系外行星或系外衛星。要與地球環境相似，似地行星必須在特定距離繞行恆星，又被稱為古迪洛克行星。天體生物學家和天文學家對似地行星存在的可能性特別感興趣，因為假若行星與地球環境條件相似，便有可能存在複雜的外星生命。因此，似地行星長期以來一直是科學、哲學、科學幻想小說和流行文化中推測和傳達的主題。太空移民的提倡者也一直在尋找類似地球的定居點。在遙遠的未來，人類可能會藉由地球化改造工程，人工製造出類似地球的環境。

## 發展情況
在對太陽系外行星進行科學搜尋和研究之前，人們就已經藉由哲學和科幻小說爭論似地行星的可能性。哲學家認為，宇宙如此之大，某處必定存在著一顆與地球幾乎相同的行星。依照平庸原理，指出像地球這樣的行星應該在宇宙中很常見；不過地球殊異假說則認為似地行星其實極為罕見。迄今為止，人們已經發現的數千個太陽系外行星系統，均與太陽系截然不同，這樣的發現成果支持地球殊異假說。
2013年11月4日，天文學家報告稱，根據克卜勒太空望遠鏡任務的數據，可能有多達400億顆地球大小的行星剛好在銀河系內類太陽恆星和紅矮星的適居帶內。根據統計，距離地球最近的似地行星預計距離地球12光年以內。2020年9月，天文學家根據天體物理參數、及地球上已知最古老生命的生命歷史，從4,000多顆已發現的太陽系外行星中確定24顆超級適居行星（比地球更好的行星） 。
2023年1月11日，美國國家航空暨太空總署科學家報告探測到一顆似地太陽系外行星LHS 475 b，這也是詹姆斯·韋伯太空望遠鏡發現第一顆太陽系外行星。